# Too Lost in You
Singles par Sugababes
Hole in the Head
(2003) In the Middle"
(2004)
Pistes de Three et Love Actually
Easy Run for Cover
Too Lost in You est une chanson du groupe britannique Sugababes, extrait de leur 3e album studio Three le single sort le 15 décembre 2003 au Royaume-Uni et le 16 février 2004 en Australie. La chanson a été écrite par Diane Warren et produite par Andy Bradfield, Rob Dougan.
La version originale est Quand j'ai peur de tout de l'artiste française Patricia Kaas.
Too Lost in You atteint le top 10 au Royaume-Uni, en Norvège, en Suisse, en Taïwan et aux Pays-Bas. La chanson est utilisée pour la bande annonce du film britannique sortie en 2003 Love Actually.

## Liste des pistes et formats
Voici la liste des pistes du single Too Lost in You.
| #                                          | Titre                                              | Temps |
| ------------------------------------------ | -------------------------------------------------- | ----- |
| Royaume-Uni CD single 1 / Australie single |                                                    |       |
| 1.                                         | "Too Lost in You"                                  | 3:59  |
| 2.                                         | "Someone in My Bed"                                | 4:16  |
| 3.                                         | "Too Lost in You" [Kujay Dada's Bass Shaker Remix] | 9:16  |
| 4.                                         | "Too Lost in You" [Video]                          | 3:59  |
| UK CD single 2                             |                                                    |       |
| 1.                                         | "Too Lost in You" [Love Actually Version]          | 4:12  |
| 2.                                         | "Down Down"                                        | 2:50  |
| 3.                                         | "Too Lost in You" [Kardinal Beats LA Remix]        | 4:50  |

## Versions officielles
Voici les versions et remixes officiels :
"Too Lost in You"
| Version                        | Release appearance                                               |
| ------------------------------ | ---------------------------------------------------------------- |
| Album Version                  | Three Overloaded: The Singles Collection Change [French Version] |
| Soundtrack Version             | "Too Lost in You" single Love Actually - OST                     |
| Kujay Dada's Bass Shaker Remix | "Too Lost in You" single Overloaded: The Remix Collection (en)   |
| Kardinal Beats LA Remix        | "Too Lost in You" single                                         |
| Video                          | "Too Lost in You" single Overloaded: The Videos Collection (en)  |
| Sessions at AOL                | Overloaded: The Live Collection (en)                             |

## Classement par pays
| Classement (2003)                     | Meilleure position |
| ------------------------------------- | ------------------ |
| Australie Classement single           | 31                 |
| Autriche Classement single            | 26                 |
| Belgique (Flandre) Classement single  | 28                 |
| Belgique (Wallonie) Classement single | 28                 |
| Danemark Classement single            | 17                 |
| Pays-Bas Top 40                       | 10                 |
| France Classement single              | 22                 |
| Allemagne Classement single           | 14                 |
| Irlande Classement single             | 13                 |
| Nouvelle-Zélande RIANZ Singles Chart  | 31                 |
| Norvège Classement single             | 7                  |
| Roumanie Top 100                      | 43                 |
| Suède Classement single               | 30                 |
| Suisse Classement single              | 8                  |
| Taïwan Classement single              | 4                  |
| Royaume-Uni Classement single         | 10                 |